# ベッチン

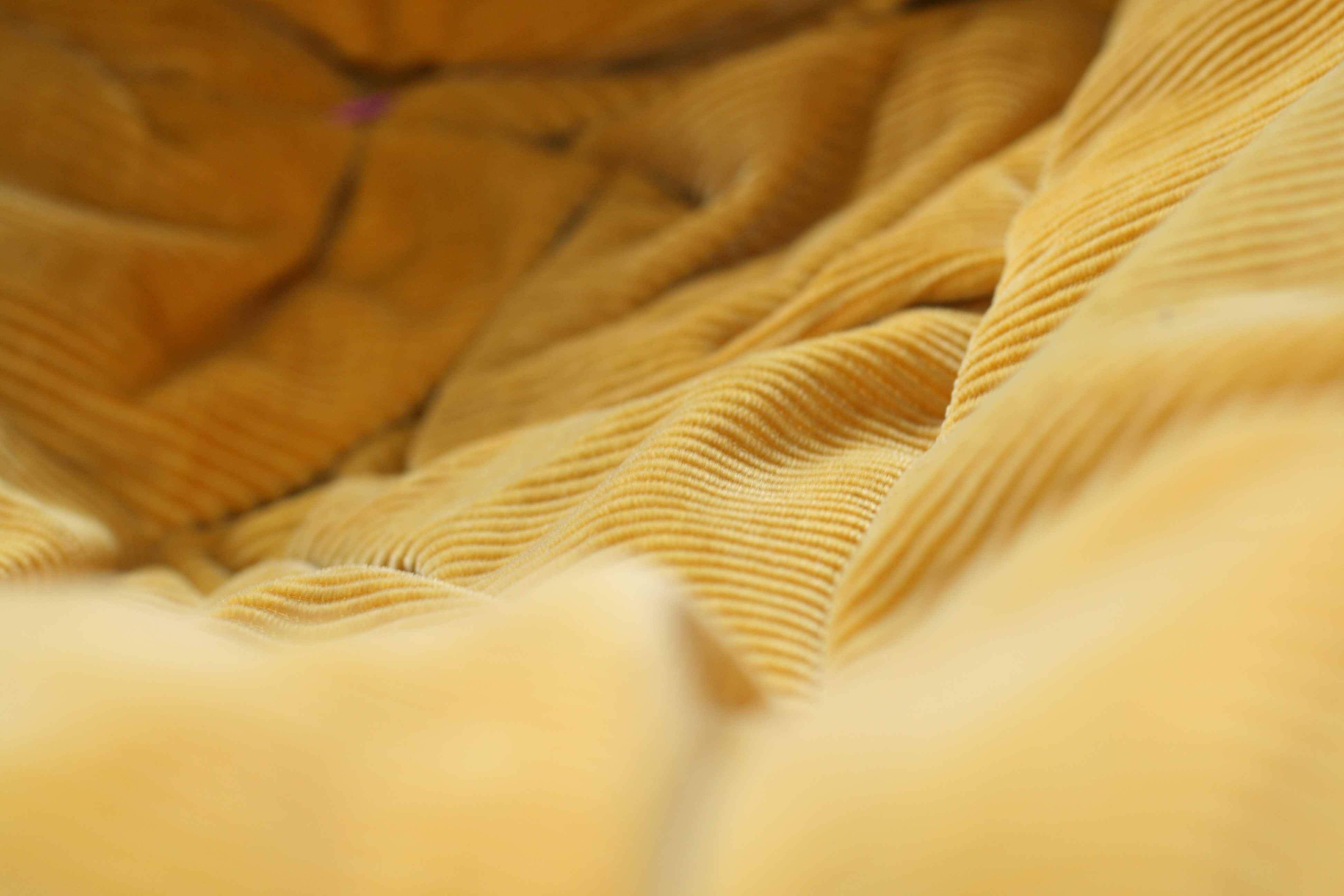
コーデュロイ

ベッチン（別珍）は、ヨコ糸パイルの比較的毛足の短いパイル織物の一種。
綿ビロードとも呼ばれる。添毛素材の一種。

## 特徴
18世紀にフランスで生み出された生地。もとはベルベットを模して綿で作られていた。ベルベットとの主な違いはベルベットは縦パイルをカットしたものであり、ベッチンは横パイルをカットしたものである。日本へは明治時代に伝来し別珍足袋の素材で知られるようになり、大正時代には防寒用の足袋が流行した。
パイル糸をカットすることによって毛羽をたてる。手触りがやわらかく厚手の光沢のある布地のため帽子、スカジャンなどに使われる。繊維を毛羽立たせてあるため静電気でゴミがつきやすいが、布用ブラシで払うかセロファンテープを貼り付けるとよく落ちる。印鑑から貴金属、指輪に至るまで、高級品はたいてい、別珍ケースと呼ばれる、上記の素材を使用した特殊なケースに収められて販売されることが多い。
日本国内では95%以上が静岡県磐田市（旧・磐田郡福田町）で製造されている。
なお、これに畝のある生地をコーデュロイという。